# コリン・マクファーカー
コリン・マクファーカー（英語: Colin Macfarquhar、1745年? - 1793年4月2日 エディンバラ）は、スコットランドの書籍販売者、印刷業者。アンドリュー・ベルとともにブリタニカ百科事典を創設、1768年12月に第1版を出版したことで最もよく知られている。生没日と生没地はブリタニカ百科事典ですら「不確か」としている。
マクファーカーはエディンバラでかつら製造者を父として生まれた。最初は正規な教育を受けたが、後に退学して印刷会社の見習いになった。1767年に見習いから脱して正式な印刷業者になり、グラスゴーの会計士の娘と結婚した。結婚から1、2年後、マクファーカーはエディンバラで印刷所を開業した。ブリタニカ百科事典の第1版はニコルソン・ストリートにあるマクファーカーの印刷所で発売された。彼は第2版と第3版にも大きく貢献した。